# Brian Cowen
Brian Cowen, em gaélico Brian Ó Comhain (Tullamore, 10 de janeiro de 1960), é um político irlandês. É filiado ao Fianna Fáil e ocupou o cargo de taoiseach (primeiro-ministro) do seu país de 7 de maio de 2008 a 9 de março de 2011. É deputado (Teachta Dála) pelo círculo de Laois-Offaly desde 1984.
Brian Cowen exerceu muitos e variados cargos ministeriais: Ministro das Finanças (2004-2008), Ministro dos Negócios Estrangeiros (2000-2004), Ministro da Saúde e da Juventude (1997-2000), Ministro dos Transportes, da Energia e das Comunicações (1993-1994), Ministro das Artes, do Desporto e do Turismo (1993) e Ministro do Trabalho (1992-1993). 
Foi eleito presidente, pelo Fianna Fáil, em 9 de Abril de 2008, após a demissão de Bertie Ahern, e foi nomeado taoiseach (primeiro-ministro) em 7 de Maio de 2008, pelo Dáil Éireann.

## Pedido de socorro financeiro em 2010
Em 22 de novembro de 2010,  Cowen anunciou que pediria a dissolução do Parlamento do país no início de 2011, logo após a votação do orçamento, em 7 de dezembro. Apesar de pressões do próprio governo para que renuncie, o primeiro-ministro disse estar determinado a conseguir aprovar o orçamento de emergência, cortando 6 bilhões de euros do déficit de 2011, e  assim chegar a um acordo com a União Europeia e o Fundo Monetário Internacional (FMI), para afinal obter um pacote de socorro  ao governo irlandês, no valor aproximado de 100 bilhões de euros.
Em 24 de novembro, foi anunciado o Plano de Recuperação Nacional 2011-2014, que propõe cortes nos gastos públicos e aumento de impostos, totalizando 15 bilhões de euros até 2014 (6 bilhões até 2011). Dentre outras medidas, o Plano prevê a redução do salário mínimo (que passaria a € 7,65/hora), aumento do  VAT (de 21% para 22% em 2013, e 23% in 2014) e das mensalidades das universidades. Os gastos sociais devem ser reduzidos em cerca de 14% no período, com cortes de 5% ao ano. Até 2014 devem ser cortados 13 200 postos de trabalho no serviço público, além dos 12 000 que já foram excluídos anteriormente. O comissário da União Europeia para Assuntos Econômicos e Monetários considerou o plano como uma importante contribuição para estabilizar as finanças públicas do país, e deve ser a base do programa de ajuda do FMI e da UE ao governo irlandês, a ser publicado brevemente.